# لغات أمازيغية غربية
اللغات الأمازيغية الغربية هي فرع من اللغات الأمازيغية، و تشمل لغتين:
- لغة آزناك.
- لغة تتسرت.

الأولى يتحدثها صنهاجة موريطانيا في مدينة المذرذرة والثانية يتحدثها طوارق وسط النيجر، كلتاهما مهددتين بالانقراض.
استُعمل لأول مرة مصطلح لغات أمازيغية غربية من طرف Aikhenvald و Militarev (1984)  لتعيين لغة آزناك فقط (لم تكن دراسات لغة تتسرّت متوفرة لهم آنذاك).